# Brachythemis
Genre
Brachythemis est un genre de libellules de la famille des libellulidés comprenant six espèces. Leur nom vernaculaire anglais est Groundlings.

## Liste des espèces
Liste des espèces :
- Brachythemis contaminata (Fabricius, 1793)[2]
- Brachythemis fuscopalliata (Selys, 1887)
- Brachythemis impartita (Karsch, 1890)
- Brachythemis lacustris (Kirby, 1889)
- Brachythemis leucosticta (Burmeister, 1839), seule européenne (sud)
- Brachythemis wilsoni Pinhey, 1952

Cette liste est aussi reprise par BioLib (4 février 2014).

## Liste d'espèces
Selon NCBI (9 janvier 2022) :
- Brachythemis contaminata
- Brachythemis impartita
- Brachythemis leucosticta

## Publication originale
- Brauer, F. 1868. Verzeichnis der bis jetzt bekannten Neuropteren im Sinne Linné's. Verhandlungen der Kaiserlich-Königlichen Zoologisch-botanische Gesellschaft in Wien, 18: 359-413. (BHL - Brachythemis p.367)